# Autorité suédoise pour la protection de la vie privée
L'Autorité suédoise pour la protection de la vie privée (Integritetsskyddsmyndigheten ou IMY en suédois), anciennement appelée Autorité suédoise pour la protection des données (Datainpektionen), est une agence publique du ministère de la Justice du gouvernement suédois (sv) chargée de veiller à la protection des droits et libertés fondamentaux des personnes dans le cadre du traitement des données personnelles, de faciliter la libre circulation de ces données au sein de l'Union européenne, et de promouvoir les bonnes pratiques dans la gestion des antécédents de crédit, en s'appuyant sur le Règlement général sur la protection des données (RGPD).

## Histoire
L'Autorité suédoise pour la protection des données est créée en 1973 en application de la Loi sur les données (Datalagen), première loi nationale sur la protection des données. Elle adopte le nom d'Autorité suédoise pour la protection de la vie privée le 1er janvier 2021.

## Liste des directeurs de l'IMY
- 1973-1977 : Claes-Göran Källner (sv)
- 1977-1986 : Jan Freese (sv)
- 1986-1989 : Mats Börjesson (sv)
- 1989-1992 : Stina Wahlström (sv)
- 1992-1998 : Anitha Bondestam (sv)
- 1998-2004 : Ulf Widebäck (sv)
- 2004-2013 : Göran Gräslund
- 2013-2017 : Kristina Svahn Starrsjö (sv)
- 2017-2018 : Eva Fröjelin (sv)
- 2018-2023 : Lena Lindgren Schelin (sv)
- depuis 2024 : Eric Leijonram